# Céleo Arias

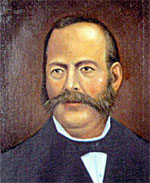
Céleo Arias

Carlos Céleo Arias López (1835-1890) foi presidente de Honduras de 26 de julho de 1872 até 13 de janeiro de 1874. Sua presidência foi dominada pela invasão de Honduras pela Guatemala e El Salvador. Apesar de colocar uma forte resistência, Arias foi forçado a desistir da presidência em Comayagua.